# ژئوفوم
ژئوفوم ، پلی استایرن منبسط شده (EPS) یا پلی استایرن اکسترود شده (XPS) است که در بلوک های سبک وزن بزرگ تولید می شود. اندازه بلوک ها متفاوت است اما اغلب 2 متر × 0.75 متر × 0.75 متر (6.6 فوت × 2.5 فوت × 2.5 فوت) هستند. عملکرد اولیه ژئوفوم ایجاد فضای خالی سبک وزن در زیر بزرگراه، نزدیک پل، خاکریز یا پارکینگ است.  ژئوفوم EPS نشست در تاسیسات زیرزمینی را به حداقل می رساند. ژئوفوم همچنین در کاربردهای بسیار گسترده‌تری از جمله پر کردن سبک وزن، پر کردن بام سبز، اجزای فشرده‌پذیر، عایق حرارتی و (در صورت تشکیل مناسب) زهکشی استفاده می‌شود.
ژئوفوم اصولی با ژئوکامب ها (که قبلاً ساختارهای سلولی فوق سبک نامیده می شد) مشترک است که به عنوان (هر ماده تولید شده توسط یک فرآیند اکستروژن که منجر به محصول نهایی می شود که از لوله های با انتهای باز متعددی تشکیل شده است و با چسب، چسبانده شده، ذوب شده یا به شکل دیگری بسته می شوند) تعریف شده است. هندسه مقطع یک لوله منفرد معمولاً شکل هندسی ساده ای دارد (دایره، بیضی، شش ضلعی، هشت ضلعی، و غیره) و در حدود 25 میلی متر (0.98 اینچ) عرض دارد. سطح مقطع کلی مجموعه لوله های بسته بندی شده شبیه لانه زنبور است که لوله ها با همین نام مشهور هستند. در حال حاضر، تنها پلیمرهای سفت و سخت (پلی پروپیلن و پی وی سی) به عنوان ماده ژئوکامب استفاده می شود.

## تاریخچه
اولین استفاده از ژئوفوم EPS در اسلو، نروژ در سال 1972 بود. ژئوفوم در خاکریزهای اطراف پل فلم در تلاشی برای کاهش نشست استفاده شد. قبل از نصب ژئوفوم، این منطقه سالانه 20 تا 30 سانتی متر نشست را تجربه می کرد که باعث آسیب شدید جاده ها می شد.
با توجه به موفقیت پروژه ژئوفوم اسلو، اولین کنفرانس بین المللی ژئوفوم در اسلو، نروژ در سال 1985 برای مهندسان برای تبادل دانش، نتایج تحقیقات، به اشتراک گذاری برنامه های کاربردی جدید و بحث در مورد تاریخچه موارد برگزار شد. از آن زمان، دو کنفرانس دیگر به ترتیب در سال 1996 و 2001 در توکیو، ژاپن و سالت لیک سیتی، در ایالات متحده برگزار شد. آخرین کنفرانس در ژوئن 2011 در لیلستروم، نروژ برگزار شد.
بین سال های 1985 و 1987، ژاپن بیش از 1300000 متر مکعب (46000000 فوت مکعب) ژئوفوم را در 2000 پروژه استفاده کرد. آزمایش و استفاده از ژئوفوم در این پروژه ها مزایای بالقوه ژئوفوم را به عنوان پرکننده سبک وزن نشان داد. به عنوان مثال، ژئوفوم در زیر باند فرودگاه های ژاپن قرار داده شد و ثابت کرد که این ماده می تواند فشار سنگین و مکرر را تحمل کند.
ژئوفوم برای اولین بار در ایالات متحده در سال 1989 در بزرگراه 160 بین دورانگو و مانکوس، کلرادو مورد استفاده قرار گرفت. افزایش بارندگی باعث رانش زمین و تخریب بخشی از بزرگراه شد. ژئوفوم برای ایجاد تثبیت شیب سمت بزرگراه برای جلوگیری از هر گونه مسائل مشابه استفاده شد. استفاده از ژئوفوم در مقابل بازسازی معمولی منجر به کاهش 84 درصدی هزینه کل پروژه شد.
بزرگترین پروژه ژئوفوم در ایالات متحده از سال 1997 تا 2001 در سالت لیک سیتی، یوتا انجام شد.ژئوفوم برای به حداقل رساندن آن مقدار از خدماتی که نیاز به جابجایی یا بازسازی برای پروژه دارند، انتخاب شد. در مجموع 3,530,000 فوت مکعب (100,000 مترمکعب) ژئوفوم استفاده شد و تقریباً 450,000 دلار با حذف نیاز به جابجایی تیرهای برق صرفه جویی شد. ژئوفوم همچنین در خاکریزها و تکیه گاه پل ها برای پایداری پایه استفاده می شد.متعاقبا، به دلیل موفقیت در استفاده از ژئوفوم برای پروژه بازسازی I-15، اداره حمل و نقل یوتا از خاکریز ژئوفوم برای راه آهن سبک خود (به عنوان مثال، TRAX) و خطوط راه آهن رفت و آمد (به عنوان مثال، FrontRunner) استفاده کرده است.
از سال 2009 تا 2012، یک شرکت تولید پلیمر منبسط شده، بیش از 625000 متر مکعب (22100000 فوت مکعب) ژئوفوم را برای بخش جدیدی از بزرگراه 30 در استان کبک، در منطقه مونترال، ارائه کرد که آن را به بزرگ‌ترین پروژه در شمال شرق تبدیل کرد. از سال 2016، ژئوفوم به طور گسترده در ساخت بزرگراه جدید 15 در مونترال استفاده می شود.

## کاربردها

### تثبیت شیب
استفاده از ژئوفوم به منظور کاهش جرم و نیروی گرانشی در ناحیه ای است که ممکن است مانند لغزش زمین در معرض شکست قرار گیرد. ژئوفوم تا 50 برابر سبک تر از سایر پرکننده های سنتی با مقاومت فشاری مشابه است. این به ژئوفوم اجازه می دهد تا حق تقدم موجود در یک خاکریز را به حداکثر برساند. وزن سبک و سهولت نصب ژئوفوم باعث کاهش زمان ساخت و هزینه های نیروی کار می شود.

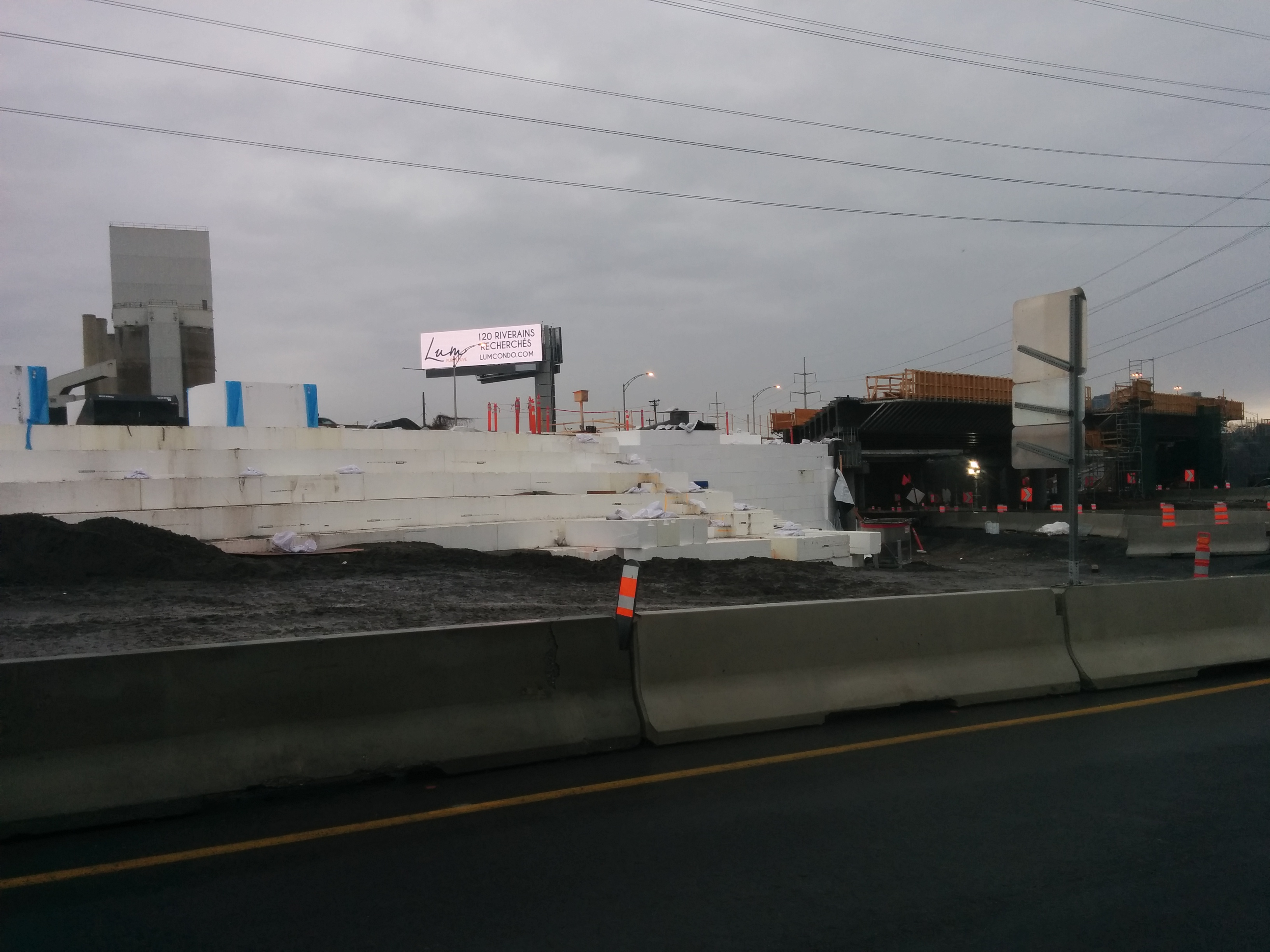
ژئوفوم به عنوان کارهای خاکی سبک برای ساخت پل روگذر روی خاک ضعیف در نزدیکی مونترال

### خاکریزها
استفاده از ژئوفوم باعث کاهش بسیار شیب جانبی در مقایسه با پرکننده های معمولی می شوند. کاهش شیب جانبی خاکریز می تواند فضای قابل استفاده در دو طرف را افزایش دهد. این خاکریزها همچنین می توانند بر روی خاک های تحت تأثیر نشست ساخته شوند بدون اینکه تحت تأثیر قرار گیرند. هزینه های نگهداری مرتبط با خاکریزهای ژئوفوم در مقایسه با خاکریزهای با استفاده از خاک طبیعی به طور قابل توجهی کمتر است.

### کاهش حفاری

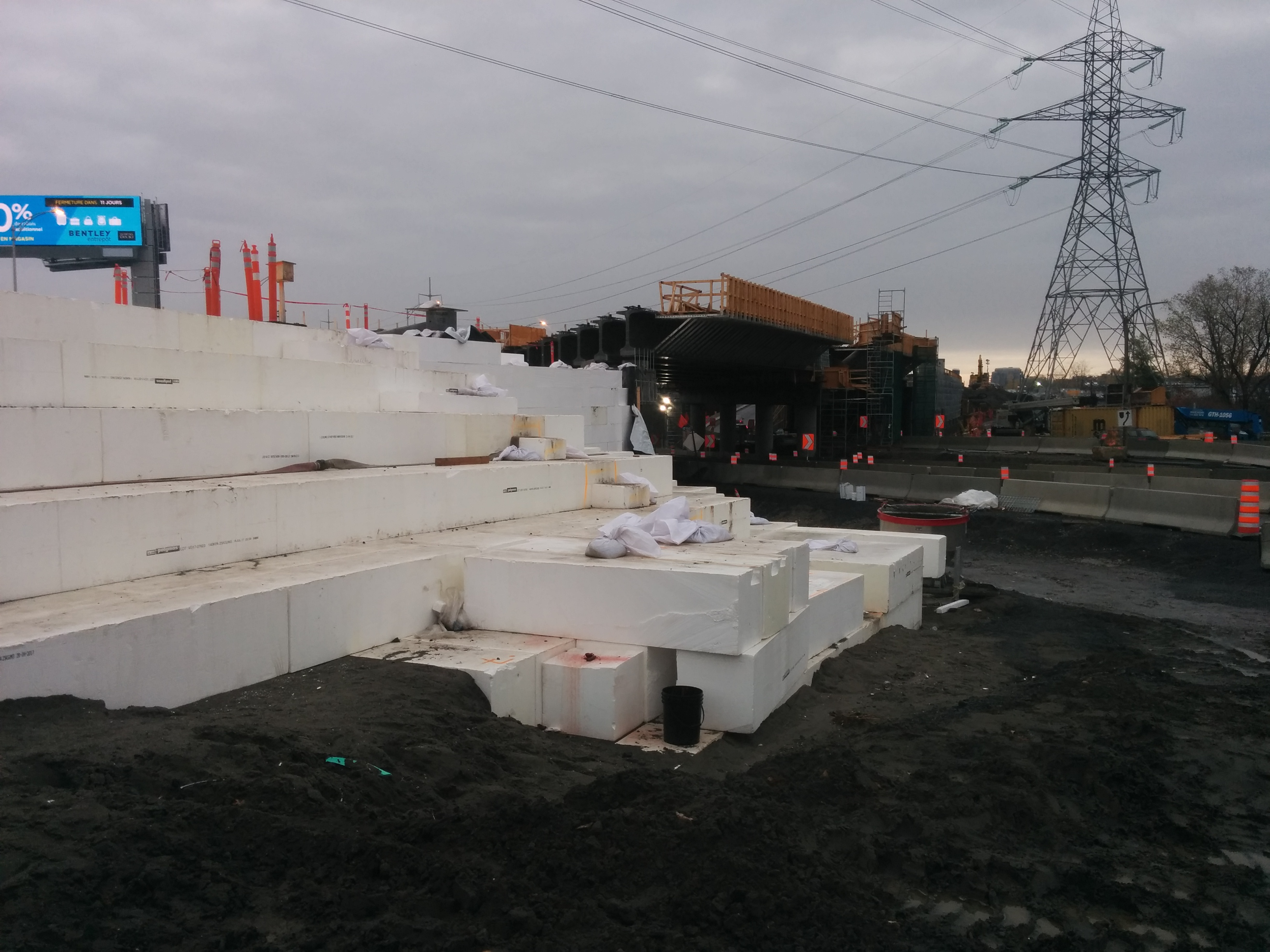
ژئوفوم به عنوان پرکننده هسته در داخل یک پل خودرویی در نزدیکی مونترال

مقداری خاک ضعیف و نرم نمی تواند وزن سازه مورد نظر را تحمل کند. برای مثال میتوان به یک پل روگذر که روی تصویر نمایش اده شده است اشاره کرد. اگر در این پروژه برای پر کردن از خاک سنتی استفاده میشد، خیلی سنگین بود و خاک ضعیف زیر آن تغییر شکل می داد و به پل آسیب می رساند. برای کاهش هزینه ها با حفاری نکردن در سنگ بستر، از ژئوفوم برای پر کردن داخلی پل استفاده می شود.

### سازه های نگهدارنده

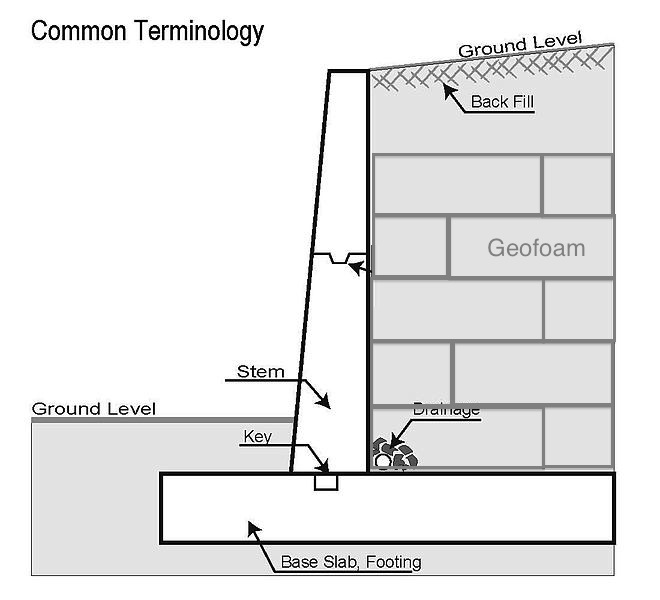
ژئوفوم مورد استفاده در دیوار حائل

استفاده از ژئوفوم برای نگهدارنده سازه ها باعث کاهش فشار جانبی و همچنین جلوگیری از نشست و بهبود عایق رطوبتی می شود. وزن سبک ژئوفوم نیروی جانبی وارد بر دیوار حائل یا تکیه گاه را کاهش می دهد. نصب یک سیستم تخلیه در زیر ژئوفوم برای جلوگیری از مشکلات ناشی از فشار هیدرواستاتیک یا شناوری ایجاد شده بسیار مهم است.

### حفاظت از ابزار
حفاظت از تاسیسات با استفاده از ژئوفوم برای کاهش تنش های عمودی روی لوله ها و سایر تاسیسات حساس امکان پذیر است. کاهش وزن بالای یک تاسیسات با استفاده از ژئوفوم به جای خاک معمولی، از مشکلات احتمالی مانند فروریختن تاسیسات جلوگیری می کند.

## مزایا
مزایای استفاده از ژئوفوم عبارتند از:
چگالی کم/استحکام بالا: ژئوفوم 1% تا 2% چگالی خاک با استحکام مساوی را داراست.
رفتار قابل پیش بینی: ژئوفوم به مهندسان اجازه می دهد تا در معیارهای طراحی بسیار دقیق تر عمل کنند. این بسیار متفاوت از سایر پرکننده های سبک وزن است، مانند خاک، که می تواند از نظر ترکیب بسیار متغیر باشد.
بی اثر: ژئوفوم تجزیه نمی شود، بنابراین در خاک های اطراف پخش نمی شود. این بدان معنی است که ژئوفوم خاک اطراف را آلوده نمی کند. ژئوفوم همچنین می تواند حفر و استفاده مجدد شود.
زمان ساخت را کاهش می دهد: ژئوفوم سریع نصب می شود و در هر نوع آب و هوایی قابل نصب است و در نتیجه زمان نصب سریعتر می شود.

### معایب
معایب استفاده از ژئوفوم عبارتند از:
خطرات آتش سوزی: ژئوفوم تصفیه نشده دارای خطر آتش سوزی است.
آسیب پذیر در برابر حلال های نفتی: اگر ژئوفوم با یک حلال نفتی در تماس باشد، بلافاصله به ماده ای از نوع چسب تبدیل می شود و قادر به تحمل هیچ باری نیست.
شناوری: نیروهایی که به دلیل شناوری ایجاد می شوند می توانند منجر به یک نیروی بالابرنده خطرناک شوند. پس از اینکه سیل در 9 اکتبر 2016 پلی استایرن را زیر کف پارکینگی در کریفورد بالا برد، خودروها بین سقف و کف له شدند.
حساس به آسیب حشرات: ژئوفوم را می توان برای مقاومت در برابر هجوم حشرات درمان کرد. هنگامی که از ژئوفوم برای عایق کاری ساختمان هایی که چوب وجود دارد استفاده می شود، آسیب به ژئوفوم را می توان با استفاده از درمان حشرات محدود کرد. از سوی دیگر، در پرکننده های سبک وزن سنتی برای ساخت و ساز جاده، هیچ مدرک شناخته شده ای از آسیب حشرات مستند نشده است.

## جستار های وابسته
- عایق حرارتی
- اکستروژن
- اسلو
- سالت لیک سیتی
- مونترال
- خاکریز